# Димитър Даков
Димитър Стоянов Даков е български свещеник и революционер, деец на Вътрешната македоно-одринска революционна организация.

## Биография
Роден е на 14 септември 1869 година в пловдивското село Брестовица, тогава в Османската империя. Завършва прогимназия и учителства в Одринска Тракия - в селата Ташлъмюселим, Татарлар, Селиолу и Гечкинли. В 1896 година Антон Арнаудов го запознава с Лазар Димитров, който го посвещава във ВМОРО. Става пълномощник на Одринския окръжен революционен комитет след 1897 г. Димитров пише за него:
| „ | Димитър Даков... възприе идеята, да служи на патриотическото дело и бе веднага посветен в него. Той разви в скоро време похвална дейност, като основа комитети в селата източно от Одрин, в района така наречен Чокето. Най-напред бяха основани комитети в селата Ташлъмюселим и Татарлар, а по-късно и в селата Селиолу и Гечкенли. В началото работата се състоеше в агитация и разпространение на литература — вестници и книги, доколкото разполагахме с такива. | “ |

През 1899 година Одринският революционен комитет го кара да стане свещеник и го урежда на работа като поп в село Теке, Ференско, като му възлага ръководството на революционния район. От 1901 година е архиерейски наместник във Фере и образува и оглявява първия Ференски революционен комитет. Пунктов началник е в Казъклисе и осигурява преноса на оръжие. През април 1903 година властите го задържат и след освобождението си той заминава за България.
Умира на 10 март 1931 година в Керменлии.